# Lac Lescarbot
Le lac Lescarbot est situé dans l'Agglomération de La Tuque, en Mauricie, au Québec, Canada. Le territoire est administré par la Zec Kiskissink.

## Géographie
Le lac Lescarbot a la forme d'un grand V, comportant trois presqu'île émergeant de la rive est, au sud du lac. Le bras gauche du V a une longueur de 4,8 km, contre 3,5 km pour le bras droit du V.
Le lac Lescarbot est alimenté par six principales décharges :
- lac du billot (5,2 km au nord). Note : le lac Égide est un tributaire de la décharge du lac du billot,
- lac Asik (3,7 km à l'est),
- lac de la Bauge (6,3 km à l'est) qui est situé presque à la ligne de départage des eaux,
- lac Ventadour (1,1 km au sud), lequel est considéré comme la première tête de la rivière Bostonnais,
- lac Louis-André (4 km à l'ouest),
- lac Grand macousine (2 km à l'ouest).

L'embouchure du lac est au sommet du bras gauche du V. La rivière de décharge du lac Lescarbot est longue de 3,2 km (mesuré par l'eau) et se jette au sud du lac Kiskissink (La Tuque).
Le lac Lescarbot est situé tout près (côté ouest) de la ligne de démarcation des eaux entre la rivière Métabetchouane et la rivière Bostonnais.

## Toponymie
L'origine du toponyme est lié à Marc Lescarbot (Versins, Picardie, vers 1570 - Presles, Picardie, 1641), érudit, avocat, voyageur, écrivain, courtisan. Il était originaire de la Picardie. Il est venu s'établir à Port-Royal (Annapolis Royal en Nouvelle-Écosse) en 1606. Néanmoins, en 1607, il doit retourner en France à cause de la révocation du monopole de traite des fourrures que détenait Pierre Dugua de Mons. À son arrivée en France, Lescarbot commence à rédiger une Histoire de la Nouvelle-France qui, de son vivant, connaîtra trois éditions (1609, 1611-1612 et 1617-1618), enrichies chaque fois de nouveaux renseignements qu'il obtenait de personnes ayant séjourné au Canada et qui revenaient en France. Chaque édition de cette histoire comprend tout particulièrement le Théâtre de Neptune, une pièce de théâtre composée et jouée en 1606 pour célébrer le retour de Jean de Biencourt de Poutrincourt, à titre de commandant de Port-Royal. Cette pièce fut sans doute la première représentation théâtrale en Amérique du Nord,.
Le toponyme "Lac Lescarbot" a été inscrit officiellement le 6 déc. 1968, à la Banque des noms de lieux de la Commission de toponymie du Québec.